# Sania Mirza
Sania Mirza (født 15. november 1986 i Mumbai, Indien) er en kvindelig professionel tennisspiller fra Indien.
Sania Mirza højeste rangering på WTA single rangliste var som nummer 27, hvilket hun opnåede 27. august 2007. I double er den bedste placering nummer 10, hvilket blev opnået 12. september 2011.